# جيمي نيوترون: الفتى العبقري
جيمي نيوترون: الفتى العبقري (بالإنجليزية: The Adventures of Jimmy Neutron: Boy Genius)‏ هو مسلسل كرتوني ثلاثي الأبعاد للأطفال من إخراج وإنتاج شركة نيكولوديون. يتمحور المسلسل حول الحياة اليومية لفتى عبقري يحب الاختراع، اسمه جيمي نيوترون. وقد تم عرضه في عدة قنوات وتُرجم إلى عدة لغات من بينها العربية.

## القصة
«جيمي» فتى عبقري يكره البنات؛ لأن «سيندي» و«بيبي» تكرهان جيمي. لديه معمل في منزله يُجري فيه التجارب مع صديقه «كارل برادو»، الذي يحب اللاما، وصديقه الثاني «شين»، الذي يحب أبو شجاعة. ولديه مساعد؛ وهو كلب آلي اسمه «جونيور».
والد جيمي يُدعى «هيو نيوترون»، وهو أحمق وغبي. بينما والدته التي تُدعى «جودي نيوترون» ذكية لكنها ليست عبقرية كإبنها «جيمي».
يقوم جيمي بالمغامرات مع صديقيه شين وكارل ويقوم بتجربة أفكاره فيهم.

## الشخصيات

### الشخصيات الرئيسية
- جيمي نيوترون
  - مؤدية الصوت: ديبي ديريبيري
  - المدبلج العربي: عادل عمر
- كارل
  - مؤدي الصوت: روب بولسن
  - المدبلج العربي: الحسن محمد
- شين
  - مؤدي الصوت: جيفري غارسيا
  - المدبلج العربي: عاطف يوسف
- سيندي فورتكس
  - مؤدية الصوت: كارولين لورانس
  - المدبلجة العربية: يارا علاء
- جونيور
  - مؤدي الصوت: فرانك ويلكر
  - المدبلج العربي: لا يوجد

## الدبلجة العربية
كانت بداية دبلجة كرتون جيمي نيوترون مع قناة آرتينز عام 2006، لكن تم إغلاق القناة عام 2008
بعد هذا ومع انطلاق النسخة العربية لقناة نيكولوديون تم تحويل الكرتون إلى القناة التي عرضت أجزاءه الثلاثة، لكنها هي الآخرى تم إغلاقها عام 2011 لأسباب مادية.
بعدها في 2012 بعد اغلاق نيكلوديون العربية عرضته إم بي سي 3 لسنتين.
وبعد فتح قناة نيكتونز قامت إدارة نيكلوديون بعرض جميع المواسم على نيكتونز بدون حذف أو تحريف وبالدبلجة الرسمية من نكلوديون.

## وصلات خارجية
- جيمي نيوترون: الفتى العبقري على موقع IMDb (الإنجليزية)
- جيمي نيوترون: الفتى العبقري على موقع ميتاكريتيك (الإنجليزية)
- جيمي نيوترون: الفتى العبقري على موقع كينوبويسك (الروسية)
- جيمي نيوترون: الفتى العبقري على موقع ألو سيني (الفرنسية)
- جيمي نيوترون: الفتى العبقري على موقع قاعدة بيانات الفيلم (الإنجليزية)